# Phan Bích Thiện
Phan Bích Thiện (sinh ngày 31 tháng 8 năm 1968) là một doanh nhân, nhà hoạt động xã hội người Việt Nam, hiện đang sống tại Hungary. Bà tốt nghiệp tiến sĩ kinh tế tại Liên Bang Nga năm 1997. Bà là Chủ sở hữu Khách sạn Lâu đài Fried, Giám đốc thị trường Việt Nam của Tập đoàn Gamma của Hungary. Ngoài ra, bà Thiện cũng là Ủy viên Ủy ban Trung ương Mặt Trận Tổ Quốc Việt Nam khóa VII (2009-2014); khóa VIII (2014-2019), khóa IX (2019-2024) và khóa X (2024-2029); Chủ tịch Quỹ vì quan hệ Hungary – Việt Nam; Chủ tịch Diễn đàn Phụ nữ Việt Nam tại châu Âu, Chủ tịch Câu lạc bộ Di sản Áo dài Việt Nam tại châu Âu  , Phó Chủ tịch Hiệp hội Phát triển Văn hóa Doanh nghiệp Việt Nam , Chủ tịch Hội Phụ Nữ Việt Nam tại Hungary, Phó chủ tịch Hiệp Hội người Việt Nam tại Hungary. Ngoài ra Phan Bích Thiện cũng xuất bản một số tập thơ.

## Sự nghiệp

### Chủ sở hữu Khách sạn Lâu đài Fried
Lâu đài Fried được Phan Bích Thiện cùng chồng là ông Thuróczy László mua lại năm 2002 sau đó tu sửa, phục hồi và mở rộng thành khu du lịch sinh thái, nghỉ dưỡng. Khu du lịch có tổng diện tích 19 ha, bắt đầu đi vào hoạt động từ năm 2005. Từ khi đi vào hoạt động, khách sạn lâu đài của bà đã đạt được một số giải thưởng :
- Năm 2007, khách sạn được Hiệp hội khách sạn Hungary chọn là 1 trong 100 (trên tổng 680 khách sạn) khách sạn tốt nhất Hungary, đứng thứ 21 trong các khách sạn được yêu thích nhất[8].
- Năm 2010 Khách sạn Fried đã được Giải thưởng "Khách sạn đẹp nhất Hungary năm 2010" do Hệ thống Szalloda bình chọn [9].
- Giải thưởng "Khách sạn của năm 2011" do Hệ thống Giới thiệu các điểm nghỉ khách sạn Ezszallas bình chọn[10].
- Giải thưởng "Chất lượng" của Tổng cục Du lịch Hungary và Cơ quan du lịch của Liên minh châu Âu năm 2013 [11].

### Giám đốc thị trường Việt Nam của tập đoàn Gamma, Hungary
Phan Bích Thiện giữ chức vụ Giám đốc phụ trách thị trường Việt Nam của Tập đoàn Gamma từ năm 2010. Tập đoàn Gamma đã được thành lập gần 100 năm, là nhà sản xuất của Hungary trong các lĩnh vực quan trắc môi trường, thiết bị đo đạc và an toàn hạt nhân.

### Ủy viên Ủy ban Trung ương Mặt Trận Tổ Quốc Việt Nam
Nhiệm kỳ: Khóa VII (2009-2014), khóa VIII (2014-2019), khóa IX (2019-2024) và khóa X (2024-2029).

### Phó chủ tịch Hiệp Hội người Việt Nam tại Hungary
Phan Bích Thiện được bầu vào vị trí Phó chủ tịch Hiệp Hội người Việt Nam tại Hungary nhiệm kỳ 2017-2024 và nhiệm kỳ 2024-2029 

### Chủ tịch Quỹ vì quan hệ Hungary – Việt Nam
Năm 2009, Phan Bích Thiện được bầu làm Chủ tịch Quỹ vì quan hệ Hungary – Việt nam Một số hoạt động bà làm trên cương vị này:
- Tổ chức cuộc thi "Việt Nam ngày nay trong con mắt trẻ thơ"[19].
- Vận động và kết hợp cùng các cơ quan chủ quản Hungary xây dựng Tượng đài hữu nghị Hungary – Việt Nam với biểu tượng trống đồng Việt Nam tại thành phố Paks của Hungary năm 2010 [20].
- Kết hợp cùng Tổ chức Phụ nữ quốc tế tại Hungary và ĐSQ Việt Nam tổ chức "Ngày Văn hóa Việt Nam" năm 2010 tại Budapest nhân dịp Kỷ niệm 60 năm ngày thiết lập quan hệ ngoại giao hai nước [21].
- Liên kết để Hiệp Hội Doanh Nghiệp nhỏ và vừa Việt Nam ký kết thỏa thuận hợp tác với Hiệp Hội Doanh nghiệp Hungary năm 2011[22].
- Hợp tác cùng Diễn dàn Doanh nghiệp Hungary và ĐSQ Việt Nam tổ chức giới thiệu về khả năng du lịch và kinh doanh của Việt Nam cho các doanh nghiệp Hungary thông qua chương trình "Tối Việt Nam" năm 2013[23].
- Thuyết phục doanh nghiệp Hungary tặng cho Trường Đại Học Bách Khoa Hà Nội Hệ phổ kế tích hợp Beta-Gamma do hãng Gamma (Hungary) sản xuất phục vụ đào tạo vào năm 2014[24][25][26][27][28] và tặng cho Tổng cục Môi trường trạm quan trắc không khí vào năm 2015[29][30].
- Tham gia giới thiệu Việt Nam trên các kênh truyền hình Hungary và báo chí[31][32][33]
- Khởi công và triển khai xây dựng ngôi chùa Phật giáo Việt Nam đầu tiên được công nhận tại Simontornya, Hungary. Chùa Đại Bi được khánh thành vào tháng 9/2018 [34][35][36][37].
- Tháp tùng Thủ tướng Hungary Orbán Viktor trong chuyến thăm chính thức đến Việt Nam vào tháng 9/2017 [38].
- Là khách mời danh dự của Hội nghị người Việt có tầm ảnh hưởng toàn cầu tổ chức vào tháng 3/2019 tại Paris, Pháp.

### Chủ tịch Hội Phụ Nữ Việt Nam tại Hungary[39]
- Kết hợp cùng phụ nữ Indonesia và phụ nữ Hungary tổ chức ngày Quốc tế Phụ nữ năm 2017 [40].
- Tổ chức cuộc thi "Tiếng hát ASEAN – AESAN Voice" nhân dịp chào mừng Ngày Phụ nữ Việt Nam 20 tháng 10 năm 2017 với sự tham gia của cộng đồng 5 nước ASEAN tại Hungary (Việt Nam, Indonesia, Thái Lan, Malaysia và Phillipines).[41][42]
- Là thành viên của Đoàn Việt Nam tham dự Hội nghị Phụ nữ thượng đỉnh toàn cầu năm 2019 tại Basel, Thụy Sỹ.

### Người tạo lập - Chủ tịch Diễn đàn Phụ nữ Việt Nam tại Châu Âu
- Phan Bích Thiện là người đề xuất sáng kiến, tạo lập và là Chủ tịch Diễn đàn Phụ nữ Việt Nam tại Châu Âu. Bà cũng là Trưởng Ban tổ chức Diễn đàn Phụ nữ Việt Nam tại Châu Âu lần đầu tiên vào 6/2023 tại Budapest. Lần đầu tiên Diễn đàn Phụ nữ Việt Nam tại Châu Âu với chủ đề "Thời đại 4.0 - Phụ nữ giữ gìn giá trị Việt và hội nhập ở nước ngoài" đã được tổ chức thành công rực rỡ tại phòng họp Thượng viện, nhà Quốc hội Hungary do Hội Phụ nữ Việt Nam tại Hungary đăng cai tổ chức, với sự phối hợp của Đại sứ quán Việt Nam ở nước sở tại và sự bảo trợ của Ủy ban Nhà nước về người Việt Nam ở nước ngoài, Bộ Ngoại giao. Đây là lần đầu tiên một diễn đàn phụ nữ Việt Nam ở nước ngoài được tổ chức với quy mô lớn như vậy. Diễn đàn có sự tham dự của 250 đại biểu đến từ 21 quốc gia.[43][44][45][46][47].

### Trưởng Văn phòng đại diện VIETWORLD tại Trung Âu
Phan Bích Thiện làm Trưởng Văn phòng đại diện Tổ chức Kỷ lục người Việt toàn cầu (VIETWORLD) tại khu vực Trung Âu.

### Chủ tịch Câu lạc bộ Di sản Áo dài Việt Nam tại châu Âu
Câu lạc bộ Di sản Áo dài Việt Nam tại châu Âu được thành lập tháng 9/2024 và Phan Bích Thiện được bầu là Chủ tịch Câu lạc bộ Di sản Áo dài Việt Nam tại châu Âu.

### Sáng tác thơ ca
- Phan Bích Thiện là nguyên mẫu nhân vật trong bài thơ "Áo đỏ em đi trong chiều tuyết trắng" của nhà thơ Phạm Tiến Duật viết tháng 12 năm 1987
- Năm 2004, Phan Bích Thiện xuất bản tập thơ "Tình yêu không đáy" (NXB Văn học) và "Khoảnh khắc" (NXB Hội Nhà văn) đã được phổ nhạc [49][50].
- Năm 2009, bà xuất bản tập thơ được phổ nhạc "Cánh chim Lạc Việt" [51], NXB Thanh Niên
- Phan Bích Thiện dịch một số bài thơ của các tác giả Hungary và Nga sang tiếng Việt, điển hình là "Bài ca Dân tộc", của thi hào Petőfi Sándor[52][53].

## Giải thưởng
- Là nữ doanh nhân ở nước ngoài đầu tiên được nhận Cúp "Bông hồng vàng" vào năm 2010
- Bằng khen của Ủy ban Trung ương Mặt Trận Tổ Quốc Việt Nam
- Bằng khen của Bộ trưởng Bộ ngoại giao Việt Nam
- Bằng khen của Ban Dân vận Trung ương
- Bằng khen của UBNN về người Việt Nam ở nước ngoài
- Bằng khen của Hội Liên hiệp Phụ nữ Việt Nam
- Kỷ niệm chương "Vì sự phát triển phụ nữ Việt Nam"
- Kỷ niệm chương "Vì sự nghiệp dân vận"
- Kỷ niệm chương của Quỹ Ánh sáng của Hungary vì các hoạt động đóng góp cho trẻ em Hungary.
- Được bình chọn là 1 trong 50 nữ doanh nhân thành đạt nhất Hungary năm 2011.[54][55]
- Được Hungary vinh danh là "Phụ nữ thành đạt của Hungary" vào tháng 9/2016 do thành tích trong công việc và ảnh hưởng tích cực cho xã hội Hungary[56].
- Được Thành phố Simontornya, Hungary tặng Danh hiệu Danh dự của thành phố.
- Được Tạp chí "Phụ nữ thành đạt" của Hungary vinh danh là gương mặt phụ nữ của tháng vào tháng 10/2020 với thành tích lãnh đạo doanh nghiệp trong thời kỳ đại dịch Covid-19.
- Được chọn là một trong 50 gương mặt tiêu biểu của Hungary năm 2021 và được vinh danh trong Kỷ yếu "TOP 50 - 2022" do Tạp chí "Phụ nữ thành đạt" của Hungary phát hành.
- Được Tạp chí "Phụ nữ thành đạt" của Hungary vinh danh là gương mặt phụ nữ tiêu biểu trong năm 2023 trong chuyên san "TOP NYÁR 2023" (TOP - MÙA HÈ 2023) sau thành công rực rỡ của Diễn đàn Phụ nữ Việt Nam tại Châu Âu vào tháng 6/2023 tại Budapest.
- Là người nước ngoài duy nhất lọt vào danh sách 21 phụ nữ truyền cảm hứng của Hungary, có mặt trong số nhân vật của cuốn sách "Thế kỷ 21 - Sứ mệnh 21 người phụ nữ"  của Hungary.

## Gia đình
Phan Bích Thiện có chồng là người Hungary và hai con gái. Hai con gái của bà đều từng là thành viên Đội tuyển bơi nghệ thuật của Hungary. Hai con gái của bà đã được nhận danh hiệu "Học sinh ưu tú, vận động viên xuất sắc Hungary" do Bộ trưởng Nguồn nhân lực Hungary trao tặng.
Con gái lớn của bà là Thuróczy Karolina Mylan đã từng khoác áo Đội tuyển quốc gia Hungary về bơi nghệ thuật tham dự giải Vô địch thế giới các môn thể thao dưới nước năm 2017. Con gái thứ hai Thuróczy Viktória Lyanh là thành viên Đội tuyển bơi nghệ thuật của Hungary tại Giải Vô địch thế giới lứa tuổi vị thành niên năm 2016 